# سفارة البرازيل في الصين
سفارة البرازيل في الصين هي أرفع تمثيل دبلوماسي لدولة البرازيل لدى الصين. تقع السفارة في بكين وهي تهدف لتعزيز المصالح البرازيلية في الصين.

## وصلات خارجية
- قائمة سفارات البرازيل
- قائمة السفارات في الصين